# Kim Ji-an
Kim Ji-an (en hangul, 김지안; 5 de febrero de 1992) es una actriz surcoreana.

## Carrera
Está graduada en Actuación en la Universidad Femenina de Sungshin.
Su debut en televisión se produjo en 2014, un programa piloto de entretenimiento del canal KBS2 llamado 두근두근 로맨스 30일 (Romance emocionante en 30 días). En él fue una de las tres participantes femeninas y se presentaba como aspirante a actriz. Ese mismo año debutó también sea en cine que en la televisión web: en cine, con un pequeño papel en la película de acción The Con Artists; y en televisión, protagonizando la serie web de Naver TV Romance Blue.
En los años sucesivos fue apareciendo con papeles más desarrollados en cine (Luck Key) y cada vez más en series transmitidas por televisión convencional (My Lawyer, Mr. Jo). Así, entre 2021 y 2023 ha trabajado en When Flowers Bloom, I Think of the Moon, Three Bold Siblings y Bo-ra! Deborah.
El 20 de julio de 2022 la actriz firmó un contrato exclusivo con la agencia Adia Entertainment.

## Filmografía

### Cine
| Año  | Título                     | Hangul                  | Papel                  | Notas        | Ref.         |
| ---- | -------------------------- | ----------------------- | ---------------------- | ------------ | ------------ |
| 2014 | The Con Artists            | 기술자들                | Guardia de rascacielos |              |              |
| 2016 | Detour                     | 올레                    | Sun-mi                 |              | [ 6 ]        |
| 2016 | Luck Key                   | 럭키                    | Kang Yoo-na            | Protagonista | [ 6 ] [ 10 ] |
| 2017 | The Artist: Reborn         | 아티스트: 다시 태어나다 | Da-hee                 |              | [ 11 ]       |
| 2017 | Will This Love Be Reached? | 이 사랑도 전해질까요    | Kim Ji-an              |              |              |

### Series de televisión
| Año  | Título                                  | Papel       | Canal    | Notas     | Ref.          |
| ---- | --------------------------------------- | ----------- | -------- | --------- | ------------- |
| 2014 | Romance Blue                            | Kim Ji-an   | Naver TV | Serie web | [ 5 ]         |
| 2016 | My Lawyer, Mr. Jo                       | Oh Seo-yoon | KBS2     |           | [ 12 ]        |
| 2016 | One More Happy Ending                   | Goo Yeon-mi | MBC      |           | [ 13 ]        |
| 2016 | Nightmare Teacher                       | Do Do-hee   | Naver TV | Serie web | [ 6 ]         |
| 2016 | Tong: Memories                          | Oh Yoon-joo | Naver TV | Serie web | [ 10 ] [ 14 ] |
| 2021 | When Flowers Bloom, I Think of the Moon | Ok-ran      | KBS2     |           | [ 15 ]        |
| 2022 | Three Bold Siblings                     | Shin Ji-hye | KBS2     |           | [ 8 ] [ 16 ]  |
| 2023 | Bo-ra! Deborah                          | Yu-ri       | ENA      |           | [ 2 ] [ 17 ]  |

### Espectáculos de variedades
| Año  | Título                         | Hangul               | Función      | Canal | Notas                        | Ref.        |
| ---- | ------------------------------ | -------------------- | ------------ | ----- | ---------------------------- | ----------- |
| 2014 | Romance emocionante en 30 días | 두근두근 로맨스 30일 | Participante | KBS2  | Del 3 de abril al 14 de mayo | [ 3 ] [ 4 ] |
| 2024 | My Little Old Boy              | 미운 우리 새끼       | Invitada     | SBS   | 28 de enero de 2024          | [ 18 ]      |